# The Lost (opéra)
Pour les articles homonymes, voir Lost.
The Lost est un opéra en 3 actes pour orchestre, chœur, solistes et danseurs, composé entre 2011 et 2013 par Philip Glass. C'est une commande de l'État autrichien. Le livret de Rainer Mennicken (de) est basé sur la pièce de Peter Handke, Die Spuren der Verirrten (2006). La première mondiale de l'œuvre a eu lieu lors de l'inauguration du nouvel opéra de Linz, le Théâtre musical (de) (situé au Parc Volksgarten (de) et destiné à l’opéra et au théâtre), le 12 avril 2013,, sous la direction de Dennis Russel Davies et la mise en scène de David Pountney (en),, avec le ténor Jacques le Roux et le baryton Martin Achrainer.

## Personnages
| Rôle            | Voix          | Distribution de la création mondiale, 12 avril 2013 Direction : Dennis Russell Davies |
| --------------- | ------------- | ------------------------------------------------------------------------------------- |
| Le Spectateur   | acteur        | Lutz Zeidler                                                                          |
| A               | danseur       | Bram de Beul                                                                          |
| B               | danseur       | Sophy Ribrault                                                                        |
| C               | ténor         | Jacques Le Roux                                                                       |
| D               | soprano       | Cheryl Lichter/Karen Robertson                                                        |
| E               | soprano       | Gotho Griesmeier/Mari Moriya                                                          |
| F               | baryton       | Martin Achrainer/Seho Chang                                                           |
| G               | mezzo-soprano | Kathryn Handsaker/Martha Hirschmann                                                   |
| H               | ténor         | Iurie Ciobanu/Matthäus Schmidlechner                                                  |
| J               | basse         | Nikolai Galkin/Dominik Nekel                                                          |
| K               | soprano       | Elisabeth Breuer/Martina Fender                                                       |
| Le Troisième    | acteur        | Kathryn Handsaker/Christa Ratzenböck                                                  |
| Le Protagoniste | acteur        | Peter Pertusini                                                                       |